# بهتره برقصی
«بهتره برقصی» آهنگی از بی جیز از آلبوم بچه‌های جهان است که در سال ۱۹۷۶ منتشر شد. این آهنگ به مدت یک هفته در بیلبورد هات ۱۰۰ آمریکا و در جدول ترانه‌های باشگاه رقص ایالات متحده به مدت هفت هفته در رتبه اول قرار گرفت و در سپتامبر همان سال به رتبه ۵ جدول تک‌آهنگ‌های بریتانیا رسید. این آهنگ همچنین در جدول بیلبورد سول در رتبه چهارم قرار گرفت. این اولین آهنگی بود که برای اولین بار بی جیز را وارد سبک دیسکو کرد. همچنین این تنها آهنگ از این گروه بود که در جدول‌های رقص صدرنشین شد.
بهتره برقصی، یکی از شش آهنگ بی جیز است که در موسیقی متن فیلم تب شب یک‌شنبه اجرا شد.